# Propalachia beaveri
Propalachia beaveri är en stekelart som beskrevs av Boucek 1978. Propalachia beaveri ingår i släktet Propalachia och familjen gallglanssteklar. Inga underarter finns listade i Catalogue of Life.